# 诺埃尔·科沃德剧院
诺埃尔·科沃德剧院（Noël Coward Theatre）是一个西区剧院，位于英国伦敦西敏市圣马丁巷。
该剧院于1903年3月12日开幕，名为新剧院（New Theatre），由查尔斯·温德姆修建，模仿1899年建成的温德姆剧院。该建筑由建筑师 W. G. R. 斯普拉格设计，外部为古典主义样式，内部为洛可可样式。
1973年，它改名为奥伯里剧院（Albery Theatre），以纪念布朗森·奥伯里先生多年来的贡献。2006年该剧院大修后，更名为诺埃尔·科沃德剧院，以英国剧作家和演员诺埃尔·科沃德命名。

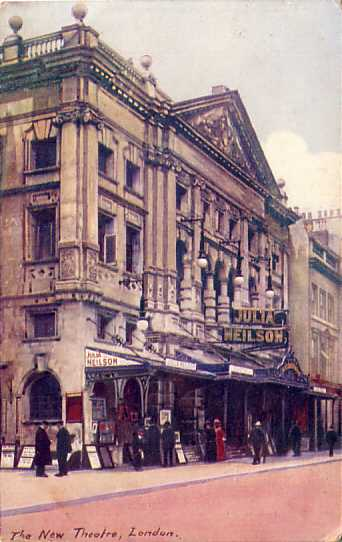
新剧院

该剧院容纳观众872人，列为II级登录建筑。